# Alfred Dedekind
Alfred Richard Julius Dedekind (* 22. April 1875 in Wolfenbüttel; † 20. März 1947 in Blankenburg (Harz)) war ein deutscher Jurist, Ministerialbeamter und Politiker (BNP).

## Leben
Alfred Dedekind wurde als Sohn des Juristen und späteren Braunschweiger Landgerichtspräsidenten Adolf Dedekind geboren. Er besuchte das Wilhelm-Gymnasium in Braunschweig, wo u. a. Karl Steinacker, Heinrich Jasper und Friedrich-Werner Graf von der Schulenburg zu seinen Mitschülern zählten und bestand dort zu Michaelis 1893 das Abitur. Anschließend absolvierte er ein Studium der Rechtswissenschaft in Heidelberg und leistete Militärdienst als Einjährig-Freiwilliger. Er trat 1906 als Beamter in den Dienst des Herzogtums Braunschweig ein, war seit 1914 im Staatsministerium tätig und wurde 1916 Vorsitzender des Landesernährungsamtes Braunschweig. 1922 erhielt er die Beförderung zum Ministerialrat.
Dedekind trat in die welfisch orientierte Braunschweigisch-Niedersächsische Partei (BNP) ein und wurde 1920 in die Braunschweigische Landesversammlung gewählt, aus der später der Braunschweigische Landtag hervorging. Er war zunächst Mitglied der Fraktion des Braunschweigischen Landeswahlverbandes und wurde nach deren Auflösung im Mai 1922 Mitglied der Fraktion Bürgerliche Vereinigung (BV). Am 21. Juli 1922 trat er aus der BNP und der Fraktion aus, da er die antisozialdemokratische Haltung der Bürgerlichen Vereinigung nicht befürwortete. Bis zu seinem Ausscheiden aus dem Parlament 1924 war er fraktionsloser Abgeordneter.
Ende der 1920er-Jahre unterstützte Dedekind eine Reichsreform zur Bildung eines Landes Niedersachsen. Nachdem die DNVP 1929 einen Antrag im Landtag einbrachte, Braunschweig nach Preußen einzugliedern, veröffentlichte er im Vorwärts den Artikel Der Feind steht rechts, der ihn politisch noch weiter vom bürgerlichen Lager entfernte.
Dedekind wurde 1931 als Nachfolger von Kuno Rieke zum Kreisdirektor des Landkreises Blankenburg ernannt. Aufgrund seiner ablehnenden Haltung zum Nationalsozialismus wurde er Ende 1933 aus politischen Gründen in den vorzeitigen Ruhestand versetzt. Während der Zeit des Nationalsozialismus war er Mitglied der Bekennenden Kirche.
Alfred Dedekind war mit Hedwig von Veltheim (1886–1977) verheiratet und hatte fünf Kinder.